# Diablo
Diablo er et computerbaseret action-rollespils hack 'n' slash fra Blizzard Entertainment. Spillet blev første gang udgivet den 31. december 1996.
Spillet foregår i den fiktive verden Sanctuary, nærmere bestemt i og under landsbyen Tristram. Spilleren kan vælge mellem tre klasser: warrior, rogue eller sorcerer. Målet med spillet er at kæmpe sig igennem 16 niveauer fyldt med diverse monstre, og til sidst besejre hovedantagonisten dæmonen Diablo.
Diablo blev i 1997 efterfulgt af udvidelsen Diablo: Hellfire, udviklet af Sierra Entertainment, da Blizzard havde travlt med at udvikle Warcraft.[kilde mangler] Af denne grund kunne denne version ikke spilles over nettet,[kilde mangler] ligesom den originale version kunne (og stadig kan). Senere kom to efterfølgere Diablo II (2000) og Diablo III (2012).